# 월산대군 이정 태실
월산대군 이정 태실(月山大君 李婷 胎室)은 서울특별시 서초구에 있는 조선시대의 월산대군 이정 태실이다. 2010년 3월 25일 서울특별시 기념물 제30호로 지정되었다.

## 지정 사유
조선 성종의 형이자 시인으로 널리 알려진 월산대군(月山大君 1454~1488)의 태를 묻은 태실로 비록 태항아리와 지석(誌石)은 도굴되어 일본 아타카(安宅) 컬렉션에 소장되어 있기는 하나, 오늘날 서울지역에서 원위치에 원형대로 남아 있는 유일한 태실이고, 태(胎)를 신성시 하여 명당을 골라 소중히 모셨던 조선 왕실의 안태(安胎) 의식의 일면을 엿볼 수 있는 중요한 자료이므로 태비와 석함, 그리고 태실군의 핵심을 이루는 태봉산 정상부를 문화재로 지정, 보존할 필요가 있다.
보호구역은 태실 보호를 위해 민간인의 경작이나 땔감하기, 약초나 나물 캐기 등이 엄격히 금지 되었던 금표(禁標) 구역으로 추정되는 태봉산 전체를 지정하여 신성한 공간으로 인식되었던 태실의 역사ㆍ문화적 환경을 보존하고자 한다.

## 조사 보고서
월산대군 이정(李婷) 태실은 서울특별시 서초구 우면동 291-1 태봉산 정상에 위치하고 있다. '태실' 이란 왕가에 출산이 있을 때 왕족의 태를 봉안하고 표석을 세운 곳을 의미하며, 태봉(胎封)이라고도 한다. 조선시대에는 태실도감(胎室都監)을 임시로 설치하여 이 일을 맡게 하였다.
월산대군 이정(1454년~1488년)은 자는 자미(子美), 호는 풍월정(風月亭)으로, 덕종(德宗)의 맏아들이며, 성종의 형이다. 일찍이 아버지를 잃은 월산대군은 할아버지인 세조의 총애를 받으면서 궁궐에서 자랐다. 7세 때인 1460년(세조 6) 월산군에 봉해졌고, 1468년(예종 즉위년) 동생인 잘산군(乽山君: 성종)과 함께 현록대부(顯祿大夫)에 임명되었다. 1471년(성종 2) 월산대군으로 봉해졌고, 같은해 3월 좌리공신(佐理功臣) 2등에 책봉되어 전지(田地)ㆍ노비 등을 하사받았다.
이후 그는 서호(西湖)의 경치 좋은 양화도(楊花渡) 북쪽 언덕에 위치한 희우정(喜雨亭)을 개축하고, 망원정(望遠亭)이라 하여 서적을 쌓아두고 시문을 읊으면서 풍류생활을 지속하였다.
1473년 조정에서 덕종을 추존하고 종묘에 부묘(祔廟)하기 이전에는 월산대군이 별묘를 세우고 봉사(奉祀)하여 덕종의 맏아들로서 역할을 다 하였다. 그 뒤 어머니인 덕종 비 인수왕후(仁粹王后)의 신병을 극진히 간호하다가 병들어 35세로 죽었으며, 슬하에 두 아들을 두었다.
그는 일찍부터 학문을 좋아하여 종학(宗學)에 들어가 배웠고, 경사자집(經史子集)을 두루 섭렵하였다. 성품은 침착, 결백하고, 술을 즐기며 산수를 좋아하였으며, 부드럽고 율격이 높은 문장을 많이 지었다고 하는데, 그의 시문 여러 편이《속동문선 續東文選)》에 실릴 정도로 수준이 높았다. 저서로는 《풍월정집》이 있고 시호는 성종이 특별히 '효문(孝文)'으로 내렸다.
월산대군의 태를 묻어 보관하던 태실에는 현재 태비 1기와 석함 1기가 남아 있다.
태비(胎碑)는 전체적으로는 규수방부형(圭首方趺形)으로 비 몸돌과 비 받침이 한 돌로 이루어져 있다. 비 앞면에는 ‘월산군정태실(月山君婷胎室)’이라고 새겨져 있고, 비 뒷면에는 ‘천순육년오월십팔일입석(天順六年五月十八日立石)’이라고 새겨져 있어 이 비가 성종의 형인 월산대군이 월산군(月山君)으로 봉해진 해(1460년)로부터 2년 뒤인 1462년 조성된 사실을 알 수 있다.
석함(石函)은 상부가 지표상에 노출되어 있는데, 원래는 석함 안에 태를 봉안하는 태항아리와 지석이 남아 있어야 하지만, 태항아리와 지석은 현재 일본의 아타카(安宅) 컬렉션에 소장되어 있으며, 그 반출시기는 알 수 없다.
이 태실은 조선 성종의 형이자 시인으로 널리 알려진 월산대군(月山大君) 이정의 태를 묻은 태실로, 비록 태항아리와 지석(誌石)은 도굴되어 남아 있지 않지만, 오늘날 서울지역에서 원위치에 원형대로 남아 있는 유일한 태실이고, 태(胎)를 신성시하여 명당을 골라 소중히 모셨던 조선 왕실의 안태(安胎) 의식의 일면을 엿볼 수 있는 중요한 자료이므로 태비와 석함, 그리고 태실군의 핵심을 이루는 태봉산 정상부를 서울시 기념물로 지정하여 보존하고자 한다.
또한 태실 보호를 위해 민간인의 경작이나 땔감하기, 약초나 나물 캐기 등이 엄격히 금지되었던 금표(禁標) 구역으로 추정되는 태봉산 전체15,249.9m2를 문화재 보호구역으로 지정하여 동 태실 주변의 역사ㆍ문화적 환경을 보존하고자 한다.

## 같이 보기
- 월산대군

## 참고 자료
- 월산대군 이정 태실 - 국가유산청 국가유산포털